# Zippy Ziggy
Pour les articles homonymes, voir Ziggy.
Zippy Ziggy (지피지기) est un manhwa de Kim Eun-jung avec les dessins de Hwang Seung-man.

## Résumé de l'histoire
La réputation est tout dans un monde d'icônes et de popularité. Shinghi Gan le sait et utilise ce fait pour légitimer une fausse personnalité devant tout le monde. Jouant de son charme et d'une apparence angélique mêlée de nobles motivations totalement falsifiées, il mène une vie parfaite de tromperie, faisant tourner la tête des filles tandis que les garçons et professeurs de son établissements le prennent en guide et modèle.
Bref, la perfection pour lui jusqu'au jour où arrive une nouvelle : Sung-Hae.
Alors qu'elle est une complète artiste martiale, une vraie bête de ce côté là, Sung-Hae aime se faire passer pour une personne craintive et fragile, préférant jouer avec les chats plutôt que casser des murs avec sa tête. Après tout, comment les choses pourraient tourner mal lorsqu'on est mignonne ? Comble de malheur pour Shinghi, elle est témoin d'un « boulot » pour son père et qui entacherait sa réputation.